# Cyclop (Schiff, 1918)
Die Cyclop war ein U-Boot-Hebeschiff der Kaiserlichen Marine. Es wurde speziell für die Bergung von U-Booten entwickelt und gebaut.

## Bau
Bereits kurze Zeit, nachdem die Kaiserliche Marine 1906 mit U 1 ihr erstes U-Boot übernommen hatte, begann der Bau eines Spezialschiffes zur Wartung und Bergung von U-Booten. Dieses lief am 28. September 1907 als Vulkan vom Stapel, noch bevor das zweite U-Boot fertiggestellt wurde. Mit dem Größenwachstum der Boote und ihrer zunehmenden Zahl genügte dieses eine Schiff jedoch den Erfordernissen nicht mehr, weshalb mit der Planung für ein zweites Schiff begonnen wurde. Dieses wurde von der Kaiserlichen Werft in Danzig gebaut und lief 1916 unter dem Namen Cyclop vom Stapel. Das genaue Datum des Stapellaufs ist nicht bekannt. Aufgrund der hohen Auslastung der Danziger Werft wurde das unfertige Schiff nach Bremen-Vegesack geschleppt und dort vom Bremer Vulkan fertiggestellt.

## Technik
Die Cyclop war als Katamaran gebaut und bestand aus zwei parallel angeordneten Schiffskörpern. Beide waren als Quer- und Längsspant-Stahlbauten ausgeführt und in zwölf wasserdichte Abteilungen unterteilt. Die Konstruktionsverdrängung des Schiffs belief sich auf 4.010 t, die maximale Verdrängung betrug 4.872 t. Die Cyclop war insgesamt 94 m lang, wobei die Länge der Konstruktionswasserlinie 86 m betrug. Der Tiefgang bei maximaler Verdrängung lag bei 6,31 m vorn und 5,1 m achtern. Beide Rümpfe waren jeweils 4,75 m breit und durch das Hebewerk miteinander verbunden. Das so umgrenzte Dock wies eine Breite von 10,5 m auf, was eine deutliche Steigerung gegenüber dem 6,5 m breiten Dock der Vulkan darstellte. Auch die Hebekraft von 1.000 t war doppelt so groß bemessen wie beim Vorgängerbau.

### Antriebsanlage
Die Cyclop verfügte über zwei stehend angeordnete Dreizylinder-Verbunddampfmaschinen, je eine in jedem Rumpf. Beide wirkten auf je eine Schraube mit einem Durchmesser von 2,5 m. Für die Dampferzeugung standen vier Marinekessel mit zusammen acht Feuerungen und 580 m² Heizfläche zur Verfügung. Je zwei Kessel befanden sich in einem Rumpf, wobei jeder über einen separaten Kesselraum und einen eigenen Schornstein verfügte. Die Dampfkessel erzeugten einen Druck von 15 atü. Für ihre Befeuerung führte das Schiff einen Kohlenvorrat von 290 t mit sich. Die Maschinenanlage erzeugte eine Leistung von 1.500 PSi und ermöglichte der Cyclop eine Höchstfahrt von 9 kn. Zur Steuerung des Schiffs standen zwei Ruder zur Verfügung, die sich ebenfalls auf die beiden Schiffskörper aufteilten.

## Einsatz
Nach der Fertigstellung des Schiffs im Jahr 1917 wurden zunächst Probefahrten mit der Werftbesatzung durchgeführt. Die ersten Hebeversuche erfolgten im Juni 1918. Erst am 1. Juli 1918 kam eine militärische Besatzung an Bord der Cyclop, um das Schiff offiziell in Dienst zu stellen. Gleichzeitig wurde das Ubootsbergungskommando gebildet, das der Ubootsinspektion unterstand und vom Kommandanten der Cyclop, Korvettenkapitän John Roß, geleitet wurde. Ebenfalls an Bord des Dockschiffs befand sich die Taucher- und Taucherrettungsschule. Der einzige erwähnenswerte Einsatz während der Zugehörigkeit zur Kaiserlichen Marine war die Hebung des am 21. Oktober 1918 durch Rammstoß des Kleinen Kreuzers Frankfurt versenkten U-Boots UB 89 vor der Holtenauer Schleuse. Die Cyclop hob das Boot vier Tage später und verholtes es nach Kiel zur Reparatur.

## Verbleib
Nach Kriegsende wurde von der Entente die Auslieferung beider Dockschiffe verlangt. Die Cyclop, die nicht offiziell außer Dienst gestellt worden war, lief am 17. März 1919 daher zunächst nach Brunsbüttel. Von dort aus ging die Fahrt am 4. April in Richtung des Auslieferungsortes Harwich weiter. Die Cyclop wurde dabei durch die Schlepper Wendemuth und Loewer sowie die Vulkan durch Retter und Schelde geschleppt. Ab Helgoland begleitete auch der Kleine Kreuzer Regensburg den Verband. Am Morgen des 6. April sank die Vulkan während eines aufgezogenen Sturms. Die Cyclop erreichte Harwich und wurde dort am 9. April an Großbritannien übergeben. Die Besatzung des Dockschiffs wurde an Bord der Regensburg wieder in die Heimat gebracht. Auch die Cyclop kehrte 1923 nach Deutschland zurück, jedoch nur, um dort abgewrackt zu werden.

## Kommandanten
| 1. Juli 1918 bis 1919 | Korvettenkapitän John Roß         |
| März bis April 1919   | Korvettenkapitän Hermann Riechers |